# Mino (rapero)
Song Min-ho (en hangul, 송민호; Yongin, Gyeonggi, 30 de marzo de 1993), más conocido por su nombre artístico Mino (en hangul, 미노), es un rapero y cantante surcoreano, conocido por ser miembro del grupo surcoreano WINNER. También es conocido por haber participado en los programas de televisión The Strongest K-POP Survival y Show Me The Money 4, donde fue finalista y se convirtió en uno de los participantes más exitosos.

## Primeros años
Song Min-ho nació en Yongin, Gyeonggi, Corea del Sur. Tiene una hermana pequeña llamada Dan-ah, la cual era integrante del grupo New F.O. Se graduó en el Hanlim Arts High School en 2011.
Es un rapero conocido en la escena underground coreana bajo el seudónimo "Mino" o "Hugeboy Mino", colaborando así con otros raperos que se volvieron idols, por ejemplo Zico de Block B, Kyung, P.O, Hanhae de Phantom, Taewoon de SPEED y SIMS de M.I.B.

## Carrera

### 2011-2014: BoM, WINNER y actividades en solitario
Mino debutó oficialmente en 2011 como rapero en el grupo BoM, bajo "Y2Y Contents Company". El grupo se separó dos años después. Hizo su debut como actor en marzo de 2012 en el drama The Strongest K-POP Survival, emitido en el canal Channel A.
En 2013 fue aceptado en YG Entertainment después de una audición. En el mismo año, compitió en el Team A en el reality de supervivencia WIN: Who Is Next. En principio él era el líder del equipo, pero después de sufrir una lesión su compañero Kang Seung-yoon le sustituyó como líder. Durante el último episodio emitido el 25 de octubre de 2013, se anunció como ganador al Team A y oficialmente debutarían bajo YG Entertainment como "WINNER". Winner debutaron con un álbum llamado 2014 S/S el 12 de agosto e hicieron su debut en directo en Inkigayo el 17 de agosto de 2014.
En octubre de 2014, Mino colaboró en el sencillo de Epik High "Born Hater" con Beenzino, Verbal Jint, B.I y Bobby. En diciembre colaboró con Nichkhun de 2PM, Yonghwa de CNBLUE, L de Infinite y Baro de B1A4 para actuar en directo en los SBS Gayo Daejeon de 2014. También copresentó los premios con Nichkhun, Yonghwa, L, Baro y la actriz Song Ji-hyo

### 2015-2016: Show Me The Money y actividades en solitario
En abril de 2015, Mino apareció en el concurso de rap de la cadena Mnet Show Me The Money 4. Durante su audición, declaró que quería competir en el concurso sin ayuda de su compañía. Compitió en el equipo de Zico y Paloalto, acabando en segundo puesto. A través del programa sacó los sencillos  "Fear", "Turtle Ship", "Moneyflow", "Okey Dokey", and "Victim + Poppin' Bottles". 
Las polémicas letras de Mino en el episodio de Show Me The Money 4 del 10 de julio fueron criticadas por algunos espectadores y captó la atención de la "Asociación Coreana de Tocólogos y Ginecólogos", los cuales exigieron una disculpa por parte del rapero, el cual se disculpó mediante la página oficial de WINNER en Facebook. La disculpa no fue aceptada, y la asociación en cuestión exigió una disculpa formal por parte de Mino y los organizadores del concurso, argumentando que "Las letras no solo fueron vejatorias hacia todas las mujeres de Corea sino que también lo fueron hacia los 4.000 tocólogos y ginecólogos que están registrados en esta asociación." El 14 de julio de 2014 los representantes de dicha asociación en una rueda de prensa aclararon que tanto Mino como YG Entertainment enviaron una disculpa formal en forma de carta y que los clips de la función fueron eliminados.
En marzo de 2016 colaboró en la canción "World Tour" del álbum de Lee Hi llamado Seoulite.
El 30 de agosto, YG Entertainment sacó una imagen de Mino con la frase "Coming Soon" como avance de su sencillo en solitario. El 1 de septiembre, otra imagen salió con la frase "Mino=20160908" confirmando así que Mino sacaría un sencillo el 8 de septiembre. Dicho sencillo se llamaría "Body".
El 19 de octubre se reportó que Mino junto a Kyuhyun se unirían al reparto del programa New Journey to the West para su tercera temporada. Song Minho fue elegido personalmente por los productores para el programa.

### 2017-presente: New Journey To The West y debut en solitario
El 6 de enero se estrenó una temporada especial para la web, de New Journey to the West (NJTTW), la cual consistía en introducir a los nuevos miembros al programa y a integrarlos con el resto del reparto. A través de NJTTW, Mino mostró una imagen diferente a su imagen como rapero, recibió buenas impresiones del público, y su popularidad creció más. Además de los elogios por sus habilidades para shows de variedades, también captó la atención del público por su habilidad para dibujar. Desde entonces es muy solicitado por los programas de variedades y siempre recibe buenas respuestas por sus apariciones.
El 4 de abril hace su regreso musical con WINNER, después de la salida del grupo de Nam Taehyun, la canción principal con la que regresaron, "Really Really", fue un gran éxito.
Mino regresó para la 4.ª temporada de NJTTW el 3 de junio. Allí su inesperada química con Kang Hodong también fue parte de lo más destacado, pues tienen más de 20 años de diferencia pero se llevan muy bien, pero el momento más importante de la temporada fue cuando lograron recolectar todas las esferas de dragón y estuvo, literalmente, en manos de Song Mino. Gracias a ello, Mino obtuvo la posibilidad de pedir un deseo, el cual fue la grabación del programa Youth Over Flowers (Winner Over Flowers). 
El 11 de enero de 2018, Yang Hyun Suk, el CEO de YG Entertainment publicó en Instagram, sobre la gran fila de personas que había atraído Mino al club en el que se presentó, demostrando la popularidad de Mino, siendo esta la más larga que se haya hecho por una presentación en su club. Y allí mismo comentó que al día siguiente empezarían a preparar el álbum en solitario.  Para el 13 de septiembre el álbum esta casi listo ya que Yang Hyun Suk publicó un corto video de la grabación del video musical.
El primer adelanto es revelado el 25 de octubre mediante la cuenta oficial de YG, el teaser contiene el título del álbum: XX, y el 2 de noviembre dan a conocer que la fecha de lanzamiento es el 26 del mismo mes. El teaser con el nombre de la canción promocional, sale a la luz el 16 de noviembre, y es; FIANCÉ. Tres días más tarde publican la lista de canciones del álbum, en el cual llama la atención BOW-WOW por ser una colaboración con YDG, quién es el rapero favorito de Song Mino. En los días siguientes se empiezan a revelar video teasers.

## Créditos de producción
| Año  | Artista                       | Canción                       | Papel                     | Álbum                            |
| ---- | ----------------------------- | ----------------------------- | ------------------------- | -------------------------------- |
| 2013 | Team A                        | "Go Up"                       | Coletrista y Cocompositor | WIN: Who Is Next, ‘Final Battle’ |
| 2013 | Team A                        | "Just Another Boy"            | Coletrista y Cocompositor | WIN: Who Is Next, ‘Final Battle’ |
| 2014 | Winner                        | "Empty"                       | Coletrista                | 2014 S/S                         |
| 2014 | Winner                        | "Color Ring"                  | Coletrista                | 2014 S/S                         |
| 2014 | Winner                        | "Don't Flirt"                 | Coletrista                | 2014 S/S                         |
| 2014 | Winner                        | "But"                         | Coletrista                | 2014 S/S                         |
| 2014 | Winner                        | "Tonight"                     | Coletrista                | 2014 S/S                         |
| 2014 | Winner                        | "Love is A Lie "              | Cocompositor y letrista   | 2014 S/S                         |
| 2014 | Winner                        | "Different"                   | Cocompositor y coletrista | 2014 S/S                         |
| 2014 | Winner                        | "Smile Again"                 | Cocompositor y coletrista | 2014 S/S                         |
| 2014 | Winner                        | "I'm Him"                     | Cocompositor y letrista   | 2014 S/S                         |
| 2014 | Yoon Jongshin                 | "Wild Boy"                    | Coletrista                | Monthly Yoon Jongshin            |
| 2014 | Epik High                     | "Born Hater"                  | Coletrista                | Shoebox                          |
| 2015 | Song Min-ho                   | "Turtle Ship"                 | Coletrista                | Show Me the Money 4              |
| 2015 | Song Min-ho                   | "Moneyflow"                   | Coletrista                | Show Me the Money 4              |
| 2015 | Song Min-ho                   | "Fear"                        | Coletrista                | Show Me the Money 4              |
| 2015 | Song Min-ho                   | "Okey Dokey"                  | Coletrista                | Show Me the Money 4              |
| 2015 | Song Min-ho                   | "Víctima + 3Poppin' Bottles"  | Coletrista                | Show Me the Money 4              |
| 2016 | Winner                        | "Pricked"                     | Cocompositor y letrista   | EXIT : E                         |
| 2016 | Winner                        | "Baby Baby"                   | Coletrista                | EXIT : E                         |
| 2016 | Winner                        | "Sentimental"                 | Coletrista                | EXIT : E                         |
| 2016 | Winner                        | "Immature"                    | Coletrista                | EXIT : E                         |
| 2016 | Lee Hi                        | "World Tour"                  | Coletrista                | Seoulite                         |
| 2016 | Song Min-ho y Moon Hee. kyung | "Don't Call Me Mama" (엄마야) | Cocompositor y coletrista | Sin álbum                        |
| 2016 | Kush y Zion.T                 | "Machine Gun"                 | Coletrista                | Show Me The Money 5 Special      |

## Discografía

### Singles como artista principal
| Año  | Título                                              | Posiciones más altas de la lista de éxitos | Posiciones más altas de la lista de éxitos | Ventas                | Álbum               |
| Año  | Título                                              | COR                                        | Mundo (EE.UU)                              | Ventas                | Álbum               |
| ---- | --------------------------------------------------- | ------------------------------------------ | ------------------------------------------ | --------------------- | ------------------- |
| 2014 | "I'm Him" (걔 세)                                   | 15                                         | —                                          | - COREA: 208.939 (DL) | 2014 S/S            |
| 2015 | "Turtle Ship (거북선)" (con Paloalto)               | 4                                          | —                                          | - COREA: 813.526      | Show Me The Money 4 |
| 2015 | "Money Flow (다 비켜봐)"                            | 7                                          | —                                          | - COREA: 355.227      | Show Me The Money 4 |
| 2015 | "Fear (겁) (con Taeyang)"                           | 1                                          | 9                                          | - COREA: 1.447.540+   | Show Me The Money 4 |
| 2015 | "Victim + Poppin Bottles" (con B-Free, Paloalto)    | 51                                         | —                                          | - COREA: 34.133+      | Show Me The Money 4 |
| 2015 | "Okey Dokey"                                        | 9                                          | —                                          | - COREA: 728.747+     | Show Me The Money 4 |
| 2016 | "Pricked" (사랑가시) (con Taehyun)                  | 7                                          | 4                                          | - COREA: 176.652      | EXIT: E             |
| 2016 | "Don't Call Me Mama " (엄마야) (con Moon Hee-kyung) | —                                          | —                                          |                       |                     |

### Colaboraciones
| Año                                                                     | Título                                                              | Posiciones más altas de la lista de éxitos | Posiciones más altas de la lista de éxitos | Ventas                | Álbum                       |
| Año                                                                     | Título                                                              | COR                                        | Mundo (EE.UU)                              | Ventas                | Álbum                       |
| ----------------------------------------------------------------------- | ------------------------------------------------------------------- | ------------------------------------------ | ------------------------------------------ | --------------------- | --------------------------- |
| 2014                                                                    | "Born Hater" Epik High(con Beenzino, Verbal Jint, B.I, Mino, Bobby) | 3                                          | 5                                          | - COREA (DL): 852.352 | Shoebox                     |
| 2016                                                                    | "World Tour" Lee Hola                                               | 14                                         | —                                          | - COREA (DL): 181.102 | Seoulite                    |
| 2016                                                                    | "Machine Gun" Kush & Zion. T                                        | 10                                         | —                                          | - COREA (DL): 231.260 | Show Me The Money 5 Special |
| "—" Indica que no entró en listas o no fue publicado en aquella región. |                                                                     |                                            |                                            |                       |                             |

## Filmografía

### Películas
| Año  | Título               | Hangul     | Papel  | Notas         | Ref.                 |
| ---- | -------------------- | ---------- | ------ | ------------- | -------------------- |
| 2022 | Seúl a toda pastilla | 서울대작전 | Galchi | Debut en cine | [ 40 ] [ 41 ] [ 42 ] |

### Vídeos de música
| Título        | Artista   | Duración | Referencia |
| ------------- | --------- | -------- | ---------- |
| "Ringa Linga" | Taeyang   | 3:49     | [ 43 ]     |
| "Empty"       | Winner    | 4:07     | [ 44 ]     |
| Color Ring"   | Winner    | 4:24     | [ 45 ]     |
| "I'm Him"     | Mino      | 3:21     | [ 46 ]     |
| "Born Hater"  | Epik High | 5:27     | [ 47 ]     |
| "Sentimental" | Winner    | 3:43     | [ 48 ]     |
| "Baby Baby"   | Winner    | 5:05     | [ 49 ]     |

### Televisivo
| Año         | Cadena          | Título                        | Notas/ función                |
| ----------- | --------------- | ----------------------------- | ----------------------------- |
| 2012        | Channel A       | K-POP - The Ultimate Audition | Park Ki-bum                   |
| 2013        | Mnet            | Who is Next: WIN              | Miembro del Team A            |
| 2014        | SBS             | Inkigayo                      | Presentador especial          |
| 2015        | Mnet            | Show Me the Money 4           | Concursante                   |
| 2016        | SBS             | Running Man                   | Ep.294                        |
| 2016        | JTBC            | Hip Hop Tribe                 | Productor                     |
| 2016        | Mnet            | Show Me the Money 5           | Invitado                      |
| 2016        | JTBC            | Half-Moon Friends (반달친구)  | Reparto                       |
| 2016        | Tencent SBS MTV | The Collaboration             | Reparto                       |
| 2017 - 2018 | tvN             | New Journey to the West       | Reparto                       |
| 2017        | MBC             | Secret Variety Training       | Ep.1                          |
| 2017        | MBC             | Radio Star                    | Invitado (Ep. 522)            |
| 2017        | JTBC            | Let's Eat Dinner Together     | Ep.34                         |
| 2017        | JTBC            | Knowing Bros                  | Ep.90                         |
| 2017        | OnStyle         | Get It Beauty                 | Ep.28                         |
| 2017        | SBS             | Master Key                    | Ep. 4                         |
| 2017        | tvN             | Kang's Kitchen                | Reparto                       |
| 2019        |                 | Naturally                     | invitado, junto a Kim Jin-woo |

### Presentador
| Año  | Título           | Función                                                                          | Cadena de televisión |
| ---- | ---------------- | -------------------------------------------------------------------------------- | -------------------- |
| 2014 | SBS Gayo Daejeon | Copresentador junto a Jung Yong-hwa, L, Nichkhun, Kangnam, Baro & Canción Ji-hyo | SBS                  |

## Premios y nominaciones
| Año  | Premio                                | Categoría                        | Trabajo nominado     | Resultado |
| ---- | ------------------------------------- | -------------------------------- | -------------------- | --------- |
| 2015 | Séptimos premios de Música MelOn      | Premio a la tendencia            | "Fear" (con Taeyang) |           |
| 2016 | 5.º Premios del ranking de K-POP Gaon | Descubrimiento del Año (Hip Hop) |                      |           |